# Мария Пия Савойска (1934)
Мария Пия Савойска, родена Мария Пия Елена Елизабета Маргарита Милена Мафалда Лудовика Текла Януария Савойска (на италиански: Maria Pia Elena Elisabetta Margherita Milena Mafalda Ludovica Tecla Gennara di Savoia; * 24 септември 1934, Неапол, Кралство Италия), е принцеса на Савоя и чрез бракове принцеса на Югославия и принцеса Бурбон-Пармска.

## Произход
Тя е първото дете на Умберто II (* 1904, † 1983), принц на Пиемонт (1904 – 1946), генерален наместник на Кралство Италия (5 юни 1944 – 9 май 1946) и последен крал на Италия (9 май – 18 юни 1946 г.), и на кралица Мария-Жозе Белгийска (* 1906, † 2001). Племенница е по бащина линия на царицата на българите Йоанна. Има един брат и две сестри:
- Виктор Емануил (* 1937), принц на Неапол, херцог на Савоя (оспорвано), съпруг на Марина Риколфи-Дория, маркиза на Сант Анна ди Валдиери
- Мария Габриела (* 1940), принцеса на Савоя, съпруга на Робер Зелингер дьо Балкани, френски предприемач от унгарски произход
- Мария Беатрис (* 1943), принцеса на Савоя, съпруга на Луис Рейна-Корвалан и Дилон, аржентински дипломат и преподавател по право.

## Биография

### Ранни години
По случай раждането ѝ „Вила „Роузбъри“ в Неапол е преименувана на Вила „Мария Пия“ и баща ѝ предлага храна на 400 бедни. Раздадени са също стипендии и 2350 помощи. Кръстена е на 21 декември 1934 г. в параклиса на Кралския дворец на Неапол на церемония, отслужена от кардинал Алесио Аскалези. На младини нейна придворна дама е Мария Луиза Палавичини.
До сватбата си живее в Кашкайш, Португалия, където отива в изгнание със семейството си през 1946 г. Родителите ѝ се разделят и майка ѝ отива да живее с брат ѝ в Швейцария. Мария Пия завършва образованието си в Швейцария.

### Бракове и кариера
През есента на 1954 г. е обявен годежът ѝ с югославския принц Александър Караджорджевич. Двамата се женят на 12 февруари 1955 г. в Кашкайш. Двойката се мести в Париж, където създава връзки с много творци.
През 60-те години Мария Пия е модел за сп. „Вог“. Майка ѝ ѝ предава интереса към литературата и тя развива страст към писането, докато не става журналистка за италианското списание „Новела 2000“. По време на кариерата си интервюира испанския художник Салвадор Дали.
Разделя се със съпруга си през 1967 г. Той се жени през ноември 1973 г. за Барбара от Лихтенщайн, от която има един син. Мария Пия се омъжва за втори път в Маналапан, Флорида на 15 май 2003 г. за принц Михаил Бурбон-Пармски, по-малкият брат на Анна Бурбон-Пармска.

### Дейности
Мария Пия подкрепя Фондацията за опазване на Палм Бийч, която работи за запазване на историческите сгради в града, и на асоциации, работещи срещу преждевременното напускане на училище.
През 2010 г. издава автобиографията си „Моят живот, моите спомени“ (La mia vita, i miei ricordi). Пише и предговора към книгата „Дворцовият живот в Савойския дом“ (Vita di core in Casa Savoia) на сестра ѝ Мария Габриела. Живее между Ньой сюр Сен и Палм Бийч.

### Отношения с Виктор Емануил
Мария Пия и сестрите ѝ Мария Габриела и Мария Беатрис, особено след смъртта на майка им Мария-Жозе, имат доста трудни отношения с брат им Виктор Емануил поради наследството, което тя им оставя след смъртта си. В началото на 2006 г. Мария Пия и Мария Беатрис напускат Ордена на Св. св. Маврикий и Лазар, ръководен от главите на Савойския дом.[9]

## Брак и потомство
Омъжва се два пъти:
∞ 1. 12 февруари 1955 в Кашкайш за принц Алесандър Караджорджевич (* 13 август 1924, Ричмънд; † 12 май, 2016, Париж), развод декември 1967, от когото има трима сина и една дъщеря:
- Димитри Хумберт Антон Петър Мария Караджорджевич (* 18 юни 1958, Булон Биянкур), принц на Югославия, принц на Сърбия
- Михаил Никола Павел Георги Мария Караджорджевич, близнак на Димитри, принц на Югославия
- Сергей Владимир Емануил Мария Караджорджевич[8] (* 12 март 1963, Булон Биянкур), принц на Югославия; ∞ в Сен Ном ла Бретеш (граждански) и 30 ноември 1985 в Мерленж (религиозно) за София Толедска (* 1 април 1962, Булон сюр Сен), развод 1986, от която няма деца 2. 18 септември 2004 за адвокатката Елеонора Райнери (* 1 август 1967, Торино), от която няма деца, разделят се. От калиграфката от тоскански произход Кристиане Галеоти, с която се разделя, има един син.[9]
- Елена Олга Лидия Тамара Мария Караджорджевич[10] (* 12 март 1963, Булон Биянкур), принцеса на Югославия; ∞ 1. 12 януари 1988 в Ньой сюр Сен за Тиери Александър Гобер (* 14 май 1951, Париж), предприемач, от когото има един син и две дъщери, развод. 2. 12 март 2018 в Париж (граждански), 15 септември 2018 в Жанвил (религиозно) за Станислас Фужерон, от когото няма деца.

∞ 2. 15 май 2003 в Маналапан, Флорида за принц Михаил Бурбон-Пармски (* 4 март 1926, Париж; 7 юли 2018, Ньой сюр Сен), от когото няма деца.

## Титли и обръщения
- 24 септември 1934 г. – 12 февруари 1955 г.: Нейно кралско височество принцеса Мария Пия Савойска
- 12 февруари 1955 – 1967: Нейно кралско височество принцеса Мария Пия Югославска, принцеса на Савоя
- 1967 – 15 май 2003 г: Нейно кралско височество принцеса Мария Пия Савойска
- 15 май 2003 г. – настояще: Нейно кралско височество принцеса Мария Пия Бурбон-Пармска, принцеса на Савоя